# Artas (Dakota du Sud)
Pour les articles homonymes, voir Artas (homonymie).
Artas est une municipalité américaine située dans le comté de Campbell, dans l'État du Dakota du Sud. Selon le recensement de 2010, elle compte 9 habitants. La municipalité s'étend sur 0,1 milles carrés (0,26 km2).
La localité est fondée en 1901 par les dirigeants du Minneapolis, St. Paul and Sault Ste. Marie Railroad. Son nom provient du mot grec artos (« pain »), en référence aux champs de blé de la région.

## Démographie
| 1960 | 1970 | 1980 | 1990 | 2000 | 2010 |
| ---- | ---- | ---- | ---- | ---- | ---- |
| 87   | 73   | 43   | 28   | 13   | 9    |